# Abbots Bickington
Abbots Bickington – wieś w Anglii, w hrabstwie Devon, w dystrykcie Torridge.